# Karleby Sogn
Karleby Sogn er et sogn i Falster Provsti (Lolland-Falsters Stift).
I 1800-tallet var Horreby Sogn anneks til Karleby Sogn. De dannede sognekommune sammen med det selvstændige pastorat Nørre Ørslev Sogn. Alle 3 sogne hørte til Falsters Sønder Herred i Maribo Amt. Karleby-Horreby-Nørre Ørslev blev ved kommunalreformen i 1970 indlemmet i Stubbekøbing Kommune, der ved strukturreformen i 2007 indgik i Guldborgsund Kommune.
I Karleby Sogn ligger Karleby Kirke.
I sognet findes følgende autoriserede stednavne:
- Hjortebjerg (bebyggelse)
- Karleby (bebyggelse, ejerlav)
- Mellemskov (areal)
- Skovlunde (bebyggelse)
- Smalby (bebyggelse)
- Tunderup (bebyggelse, ejerlav)